# アイ・フィール・ライク・プレイング
『アイ・フィール・ライク・プレイング』（I Feel Like Playing）は、イングランドのロック・ミュージシャン、ロニー・ウッドが2010年に発表した、ソロ名義では7作目のスタジオ・アルバム。

## 背景
ソロ名義での純粋な新作としては、『ノット・フォー・ビギナーズ』以来9年ぶりの作品に当たる。スラッシュ（当時ヴェルヴェット・リヴォルヴァー）、ビリー・ギボンズ（ZZトップ）、フリー（レッド・ホット・チリ・ペッパーズ）、ボビー・ウーマックを含むゲスト・ミュージシャンに加えて、フェイセズで共に活動したイアン・マクレガン、ローリング・ストーンズのサポート・メンバーであるダリル・ジョーンズ等が参加した。
「ホワイ・ユー・ワナ・ゴー・アンド・ドゥ・ア・シング・ライク・ザット・フォー」はクリス・クリストファーソンとの共作で、アルバムのクレジットでは「Additional Music by Kris Kristofferson」と記載されているが、ウッド自身は「歌詞を少し手伝ってもらった」と語っている。「ラッキー・マン」は、パール・ジャムのメンバーであるエディ・ヴェダーが作詞に貢献しており、当初はヴェダーがレコーディングに参加するという噂もあったという。「スプーンフル」はハウリン・ウルフのカヴァーで、ウッドは1960年代にThe Birdsのメンバーだった頃にも、この曲を演奏していた。
「フォーエバー」は、ウッドのソロ・デビュー作『俺と仲間』（1974年）のためのセッションで作られた曲で、ウッド自身は「俺と一緒に35年間を過ごしてきたような曲だよ」「この曲をずっと見過ごしていたなんて、本当に残念なことだった」と振り返っている。ただし、同曲は以前よりライヴで演奏されており、本作に先行して発売された「ファースト・バーバリアンズ」名義の発掘ライヴ・アルバム『ライヴ・フロム・キルバーン』にも収録されている。
日本盤はボーナス・トラックが2曲追加され、SHM-CD仕様の限定盤(VQCD-10200)も発売された。

## 反響・評価
日本では2週オリコンチャート入りし、2010年10月4日に最高95位を記録した。ドイツでは2010年10月8日付のアルバム・チャートで75位となるが、翌週にはトップ100圏外に落ちた。
Stephen Thomas Erlewineはオールミュージックにおいて5点満点中3点を付け「今回はスラッシュ、ビリー・ギボンズ、ボビー・ウーマック、フリーが、1974年の『俺と仲間』よりウッドが常套手段としてきたロック、レゲエ、ブルース、ブギーといった曲のコレクションに顔を出し、楽しい時間を過ごしている」と評している。また、マーク・ケンプは『ローリング・ストーン』誌のレビューで5点満点中3.5点を付け「世界を変えるような作品ではないが、パフォーマンスは泥臭く心が込められている」と評している。

## 収録曲
特記なき楽曲はロニー・ウッド作。
1. ホワイ・ユー・ワナ・ゴー・アンド・ドゥ・ア・シング・ライク・ザット・フォー - "Why You Wanna Go and Do a Thing Like That for" (Ronnie Wood, Kris Kristofferson) - 5:28
2. スウィートネス・マイ・ウィークネス - "Sweetness My Weakness" (R. Wood, Bernard Fowler) - 5:45
3. ラッキー・マン - "Lucky Man" (R. Wood, Eddie Vedder, Paul Hyde, Bob Rock) - 5:03
4. アイ・ゴッタ・シー - "I Gotta See" (R. Wood, B. Fowler) - 3:44
5. シング・アバウト・ユー - "Thing About You" (R. Wood, Billy Gibbons) - 4:33
6. キャッチ・ユー - "Catch You" (R. Wood, B. Fowler, P. Hyde, B. Rock) - 4:05
7. スプーンフル - "Spoonful" (Willie Dixon) - 5:35
8. アイ・ドント・シンク・ソー - "I Don't Think So" - 5:02
9. 100% - "100%" (R. Wood, B. Fowler) - 4:56
10. ファンシー・パンツ - "Fancy Pants" (R. Wood, B. Fowler) - 5:26
11. テル・ミー・サムシング - "Tell Me Something" - 3:20
12. フォーエバー - "Forever" - 4:45

### 日本盤ボーナス・トラック
1. アイ・ドント・シンク・ソー（ジ・アーリー・セッション） - "I Don't Think So (The Early Sessions)" - 5:18
2. テル・ミー・サムシング（ジ・アーリー・セッション） - "Tell Me Something (The Early Sessions)" - 3:12

## 参加ミュージシャン
- ロニー・ウッド - ボーカル(all songs)、ギター(all songs)、キーボード(on #2)、ベース(on #5)、ハーモニカ(on #10)
- スラッシュ - ギター(on #1, #2, #7, #10, #12)
- ボブ・ロック - ギター(on #3, #6)
- ビリー・ギボンズ（英語版） - ギター(on #4, #5, #11)
- ワディ・ワクテル - ギター(on #8, #9)
- アイヴァン・ネヴィル（英語版） - キーボード(on #1, #4, #7, #10, #12)
- イアン・マクレガン - キーボード(on #3, #6, #8, #9, #11)
- フリー - ベース(on #1, #4, #7)
- ダリル・ジョーンズ - ベース(on #2, #3, #6, #10, #12)
- リック・ローザス - ベース(on #8, #9, #11)
- ジム・ケルトナー - ドラムス(on #1, #3, #4, #6, #7, #10, #12)
- スティーヴ・フェローン - ドラムス(on #2, #5, #8, #9)
- ジョニー・フェラーロ - ドラムス(on #11)
- バーナード・ファウラー - ボーカル(on #4, #7, #12)、バッキング・ボーカル(on #2, #3, #5, #6, #8, #9, #11)
- ボビー・ウーマック - バッキング・ボーカル(on #3, #5, #8, #12)
- ブロンディ・チャップリン - バッキング・ボーカル(on #3, #5, #8)
- スキップ・マクドナルド - バッキング・ボーカル(on #11)
- ケヴィン・ギブス - バッキング・ボーカル(on #11)
- サラネラ・ベル - バッキング・ボーカル(on #11)
- カール・イーガン - ストリングス・アレンジ